# Shirley Temple
Shirley Jane Temple (23. april 1928 - 10. februar 2014), senere kendt som Shirley Temple Black, var en amerikansk skuespiller og diplomat. Hun anses af mange for at være historiens mest kendte barneskuespiller.
Temple blev født i Santa Monica i Californien. En af hendes første filmroller var i musicalen Bright Eyes fra 1934, som hun vandt en Oscar for. Hun medvirkede i et antal film i 1930'erne og var en af datidens største filmstjerner.
Temple trak sig tilbage fra rampelyset i begyndelsen af tyveårsalderen. Senere medvirkede hun på tv, men havde ingen større succes med dette medie.
Da Temple var 16 år gammel, giftede hun sig med skuespilleren John Agar, som hun fik en datter med. Parret blev senere skilt, og i 1950 giftede hun sig med forretningsmanden Charles Alden Black, som hun fik to børn sammen med.
Shirley Temple blev senere politisk aktiv og blev medlem af det republikanske parti. I 1967 stillede hun op ved valget til kongressen, men blev ikke valgt. Hun fik i stedet flere diplomatopgaver og deltog blandt andet ved flere internationale konferencer og møder som USAs delegerede. Hun var ambassadør i Ghana og senere i Tjekkoslovakiet. I 1976 blev hun protokolchef for USA og var i denne stilling ansvarlig for alle USAs ceremonier, besøg og gaver til udenlandske dignitarer. Temple var også bestyrelsesmedlem i flere større virksomheder, bl.a. Disney og Del Monte. I 1998 blev hun tildelt Kennedy Center Honors.

## Filmografi
| Titel                            | År   | Rolle                            | Noter                                              | Ref(s) |
| -------------------------------- | ---- | -------------------------------- | -------------------------------------------------- | ------ |
| The Red-Haired Alibi             | 1932 | Gloria Shelton                   |                                                    | [ 1 ]  |
| Out All Night                    | 1933 | Child                            | Credited as Shirley Jane Temple                    | [ 2 ]  |
| To the Last Man                  | 1933 | Mary Stanley                     | Uncredited                                         | [ 3 ]  |
| Carolina                         | 1934 | Joan Connelly                    | Scenes cut                                         | [ 4 ]  |
| As the Earth Turns               | 1934 | Child                            | Uncredited                                         | [ 5 ]  |
| Stand Up and Cheer!              | 1934 | Shirley Dugan                    | Dance partner: James Dunn                          | [ 6 ]  |
| Baby Take a Bow                  | 1934 | Shirley Ellison                  | Dance partner: James Dunn                          | [ 7 ]  |
| Bright Eyes                      | 1934 | Shirley Blake                    | Dance partner: James Dunn                          | [ 8 ]  |
| Change of Heart                  | 1934 | Shirley (girl on airplane)       | Uncredited                                         | [ 9 ]  |
| Little Miss Marker               | 1934 | Marthy "Marky" Jane              |                                                    | [ 10 ] |
| Now I'll Tell                    | 1934 | Mary Doran                       | Preserved at the UCLA Film and Television Archive  | [ 11 ] |
| Now and Forever                  | 1934 | Penelope "Penny" Day             |                                                    | [ 12 ] |
| George White's Scandals          | 1934 | Daughter of Scandal Girl         |                                                    | [ 13 ] |
| The Little Colonel               | 1935 | Lloyd Sherman                    | Dance partner: Bill Robinson                       | [ 14 ] |
| Our Little Girl                  | 1935 | Molly Middleton                  |                                                    | [ 15 ] |
| Curly Top                        | 1935 | Elizabeth Blair                  |                                                    | [ 16 ] |
| The Littlest Rebel               | 1935 | Virginia "Virgie"' Cary          | Dance partner: Bill Robinson                       | [ 17 ] |
| Captain January                  | 1936 | Helen "Star" Mason               | Dance partner: Buddy Ebsen                         | [ 18 ] |
| Poor Little Rich Girl            | 1936 | Barbara Barry                    | Dance partners: Jack Haley and Alice Faye          | [ 19 ] |
| Dimples                          | 1936 | Sylvia "Dimples" Dolores Appleby |                                                    | [ 20 ] |
| Stowaway                         | 1936 | Barbara "Ching-Ching" Stewart    |                                                    | [ 21 ] |
| Wee Willie Winkie                | 1937 | Priscilla "Winkie" Williams      |                                                    | [ 22 ] |
| Heidi                            | 1937 | Heidi Kramer                     |                                                    | [ 23 ] |
| Ali Baba Goes to Town            | 1937 | Herself                          | Uncredited cameo                                   | [ 24 ] |
| Rebecca of Sunnybrook Farm       | 1938 | Rebecca Winstead                 | Dance partner: Bill Robinson                       | [ 25 ] |
| Little Miss Broadway             | 1938 | Betsy Brown Shea                 | Dance partners: George Murphy and Jimmy Durante    | [ 26 ] |
| Just Around the Corner           | 1938 | Penny Hale                       | Dance partner: Bill Robinson                       | [ 27 ] |
| The Little Princess              | 1939 | Sara Crewe                       |                                                    | [ 28 ] |
| Susannah of the Mounties         | 1939 | Susannah "Sue" Sheldon           |                                                    | [ 29 ] |
| The Blue Bird                    | 1940 | Mytyl                            |                                                    | [ 30 ] |
| Young People                     | 1940 | Wendy Ballantine                 | Dance partners: Charlotte Greenwood and Jack Oakie | [ 31 ] |
| Kathleen                         | 1941 | Kathleen Davis                   |                                                    | [ 32 ] |
| Miss Annie Rooney                | 1942 | Annie Rooney                     |                                                    | [ 33 ] |
| Since You Went Away              | 1944 | Bridget "Brig" Hilton            |                                                    | [ 34 ] |
| I'll Be Seeing You               | 1944 | Barbara Marshall                 |                                                    | [ 35 ] |
| Kiss and Tell                    | 1945 | Corliss Archer                   |                                                    | [ 36 ] |
| Honeymoon                        | 1947 | Barbara Olmstead                 |                                                    | [ 37 ] |
| The Bachelor and the Bobby-Soxer | 1947 | Susan                            | Released in the UK as Bachelor Knight              | [ 38 ] |
| That Hagen Girl                  | 1947 | Mary Hagen                       |                                                    | [ 39 ] |
| Fort Apache                      | 1948 | Philadelphia Thursday            |                                                    | [ 40 ] |
| Mr. Belvedere Goes to College    | 1949 | Ellen Baker                      |                                                    | [ 41 ] |
| Adventure in Baltimore           | 1949 | Dinah Sheldon                    |                                                    | [ 42 ] |
| The Story of Seabiscuit          | 1949 | Margaret O'Hara Knowles          |                                                    | [ 43 ] |
| A Kiss for Corliss               | 1949 | Corliss Archer                   |                                                    | [ 44 ] |
| America at the Movies            | 1976 | Sig selv                         |                                                    | [ 45 ] |